# سايلو مصر للصناعات الغذائية
سايلو مصر للصناعات الغذائية أو سايلو فودز هي شركة مساهمة حكومية مصرية، تابعة لجهاز مشروعات الخدمة الوطنية للقوات المسلحة أحد أجهزة وزارة الدفاع، أنشأت سنة 2021، تعمل في مجال الصناعات الغذائية، يقع مقرها الرئيسي في مدينة القاهرة ومجمع مصانعها في مدينة السادات بمحافظة المنوفية، ويُعتبر أكبر مصنع للصناعات الغذائية في مصر حيث تبلغ مساحته حوالي 135 فدان، يضم العديد من المصانع مختلفة التخصصات وبإجمالي طاقات إنتاجية تصل إلى 470 ألف طن سنويًا، كما أنه المسئول عن التغذية المدرسية داخل المدارس الحكومية في مصر.

## مصانع الشركة
تضم مجمع مصانع سايلو فودز العديد من المصانع والمنشأت من أهمها:
مصنع المخبوزات
يبلغ عدد خطوط الإنتاج خمسة خطوط إنتاج بطاقة إنتاجية 9000 طن سنويًا، يشمل خطين إنتاج من الخبز الأوروبي بطاقة إنتاجية 4600 طن سنويًا، خطين إنتاج الخبز البلدي بطاقة إنتاجية 900 طن سنويًا، وخط إنتاج الكرواسون بطاقة إنتاجية 3500 طن سنويًا.
مصنع البسكويت
يبلغ عدد خطوط الإنتاج خمسة خطوط إنتاج بطاقة إنتاجية 68200 طن سنويًا، يشمل خط إنتاج بسكويت ويفر العادي بطاقة إنتاجية 14400 طن سنويًا، خط إنتاج بسكويت ويفر متنوع بطاقة إنتاجية 10800 طن سنويًا، خط إنتاج بسكويت بالعجوة بطاقة إنتاجية 17000 طن سنويًا، خط إنتاج بسكويت بالعجوة متنوع بطاقة إنتاجية 17000 طن سنويًا، وخط إنتاج بسكويت (سادة/ مملح) بطاقة إنتاجية 9000 طن سنويًا، كما يضم خمسة عشر صومعة لتخزين القمح بطاقة استيعابية 70 ألف طن من القمح.
مصنع المكرونة
يبلغ عدد خطوط الإنتاج خمسة خطوط إنتاج بطاقة إنتاجية 151380 طن سنويًا، يشمل ثلاثة خطوط إنتاج مكرونة (قصيرة) بطاقة إنتاجية 118800 طن سنويًا، خط إنتاج مكرونة (طويلة) بطاقة إنتاجية 28800 طن سنويًا، وخط إنتاج النودلز بطاقة إنتاجية 3780 طن سنويًا.
مجمع الطباعة
يوجد بالمصنع مجمع الطباعة يضم مصنع علب الدوبلكس، مصنع الروتو والفريكسو، مصنع الكرتون، محطة إعادة التدوير للحفاظ على البيئة وحمايتها، إعادة تدوير العوادم وإعادة تدوير تصنيع الكحُل واستخدامه مرة أخرى.

## وصلات خارجية
- الموقع الرسمي للشركة.
- الصفحة الرسمية للشركة على موقع فيس بوك.